# Daydream Nation
Daydream Nation ist das fünfte Studioalbum der US-amerikanischen Rockband Sonic Youth und wurde im Oktober 1988 veröffentlicht. Daydream Nation war das letzte Album der Band, das vor ihrem Deal mit Geffen bei einem Independent-Label (Enigma Records) veröffentlicht wurde. Das Coverartwork stammt vom deutschen Künstler Gerhard Richter (Frontcover: „Kerze“, 1983; Backcover: „Kerze“, 1982). Aufgenommen wurde das Album in der Greene Street in New York City, der Produzent war Nick Sansano. Vier der Albumstücke wurden als Single ausgekoppelt, davon zählen Teen Age Riot und Silver Rocket zu den bekanntesten Songs von Sonic Youth.

## Entstehung
Das Album entstand in Studio A der New Yorker Greene Street Studios. Der Produzent Nick Sansano hatte bis dahin nur Hip-Hop-Künstler produziert, dennoch war die Band von seinen Arbeiten beeindruckt. Die Aufnahmen starteten Mitte Juli 1988 und endeten am 18. August desselben Jahres. Die Band hatte nie zuvor so viel für ihre Aufnahmen gezahlt – die Gesamtkosten betrugen etwa 30.000 Dollar.

## Mitwirkende

### Band
Jede Seite des rund 71 Minuten langen Doppelalbums wurde per Symbol einem Bandmitglied zugeordnet:
- Thurston Moore (Omega Ω) – Gitarre, Gesang, Piano, Produktion
- Lee Ranaldo (Unendlichkeit ∞) – Gitarre, Gesang, Produktion
- Kim Gordon (Venus ♀) – Bass, Gitarre, Gesang, Produktion
- Steve Shelley („Schlagzeugerteufel“) – Schlagzeug, Perkussion, Produktion

### Studio
- Nick Sansano – Produzent, Toningenieur
- Matt Tritto – Assistant Engineer
- Dave Swanson – 2nd Assistant
- Howie Weinberg – Mastering

### Gestaltung
- Michael Lavine – Fotograf
- Slim Smith – Sleeve Layout
- Gerhard Richter – Cover-Artwork („Kerze“, 1982/83)

## Titelliste
Alle Songs wurden von Thurston Moore, Kim Gordon, Lee Ranaldo und Steve Shelley komponiert, wobei die Songtexte aus der Feder der einzelnen Bandmitglieder stammen.
Seite 1 (∞)
1. Teen Age Riot – 6:57
2. Silver Rocket – 3:47
3. The Sprawl – 7:42
Seite 2 (♀)
4. ‘Cross the Breeze – 7:00
5. Eric’s Trip – 3:48
6. Total Trash – 7:33
Seite 3 (Ω)
7. Hey Joni – 4:23
8. Providence – 2:41
9. Candle – 4:58
10. Rain King – 4:39
Seite 4 (Teufel)
11. Kissability – 3:08
12. Trilogy – 14:06
The Wonder – 4:15
Hyperstation – 7:13
Eliminator Jr. – 2:37

## Bonustracks
Die im Juni 2007 erschienene Deluxe Edition des Albums enthält zwei CDs, auf denen zusätzlich zu oben genannten Stücken Liveaufnahmen sowie fünf Bonus-Tracks zu finden sind, von denen vier Titel nicht auf dem Album enthalten sind. Diese Songs sind Coverversionen von Within You Without You von den Beatles, Touch Me I’m Sick von Mudhoney, Computer Age von Neil Young und Electricity von Captain Beefheart.

## Rezeption
Daydream Nation gilt wegen seines großen Einflusses auf das Alternative-Rock-Genre als eines der wichtigsten Alben der 1980er Jahre.
Rolling Stone wählte Daydream Nation 2003 auf Platz 329, 2012 auf Platz 328 und 2020 auf Platz 171 der 500 besten Alben aller Zeiten. Es belegt zudem Platz 45 der 100 besten Alben der 1980er Jahre.
In der Aufstellung der 500 besten Alben aller Zeiten des New Musical Express erreichte es Platz 41.
Pitchfork kürte Daydream Nation 2002 zum besten Album der 1980er Jahre. 2018 belegte es Platz 7 der 200 besten Alben des Jahrzehnts.
Spin führt es auf Platz 12 der 300 besten Alben aus dem Zeitraum 1985 bis 2014.
In der Auswahl der 200 besten Alben aller Zeiten von Uncut belegt Daydream Nation Platz 142.
Die deutsche Zeitschrift Musikexpress wählte es 2003 auf Platz 9 der 50 besten Alben der 1980er Jahre.
Das Album wurde 2005 in die National Recording Registry der Library of Congress aufgenommen.
Daydream Nation gehört zu den 1001 Albums You Must Hear Before You Die.
Besonderes Lob erhielt auch die 2007 erschienene Deluxe Edition, die von zahlreichen Magazinen mit der jeweiligen Höchstwertung bewertet wurde.